# 탑리 (드라마)
《탑리》는 한국방송공사 1TV 특집드라마이다.

## 제작진
- 극본 : 김운경
- 연출 : 이종한

## 출연진
- 김순철
- 서인석
- 양동근